# Transputer
Ein Transputer war ein 1983 offiziell vorgestellter  Parallelrechner, der mit einer zusätzlichen Kommunikationshardware ausgestattet ist, um den Datenaustausch zu benachbarten Rechnern mittels Message Passing effizient zu ermöglichen. Das Wort ist ein Kofferwort aus „Transistor“ und „Computer“. Entwickelt wurden entsprechende Geräte seit 1978 von der in England gegründeten Firma Inmos. Dabei handelt es sich um vollständige Mikrorechner, die nach der Von-Neumann-Architektur aufgebaut sind.
Wesentlich an dem Konzept des Transputers waren seine Cluster-Fähigkeiten und die darauf basierenden Versuche der Parallelisierung der Rechenprozesse. Dafür wurde die neue Programmiersprache Occam entwickelt.
In diesem Zusammenhang wurde eine (damals) äußerst schnelle Verbindungstechnik zwischen den Rechenknoten entwickelt. Da die Transputerlinks aber nach den Rendezvous-Verfahren arbeiten und keinen FIFO aufweisen, ist die Parallelisierung schwierig.
Um höhere Geschwindigkeiten zu erreichen, muss man einen unidirektionalen Stream verwenden. Der Kommunikationskanal muss die Daten des Senders in einem FIFO puffern, damit der Empfänger das Vorprodukt asynchron verarbeiten kann.

## Anwendungen
Anwendung fanden die Transputer beispielsweise in der Atari Transputer Workstation (Tim King), der Meiko Computing Surface, den Parallelrechnern der Firmen SANG und Parsytec oder auch in der Amiga-Transputer-Workstation. An der TUHH wurde ein Entwickler-Board hergestellt. In der Industrie fanden Transputer eine relativ große Anwendung im Bereich der Regelungs- und Steuerungstechnik. Aber nicht nur dort:
Die Technische Universität München baute eine Workstation mit 137 Transputern zur Lösung von Problemen in der mathematischen Optimierung.
An der Universität Siegen wurde eine Workstation zur medizinischen Bildverarbeitung entwickelt.
Die S2M-T1-Karte von AVM konnte optional zur Echtzeitdatenkompression auf bis zu 30 ISDN-Kanälen auf eine in einem externen 1 HE hohen 19″-Gehäuse untergebrachte Zusatzkarte mit T800-Transputer zurückgreifen.
Auch in der Weltraumfahrt werden Transputer verwendet: So sendet die Weltraumsonde SOHO Bilder mit Hilfe eines Transputernetzwerks. Im EUREKA-Prometheus-Projekt wurden Transputer im autonomen Roboterfahrzeug VaMoRs von Ernst Dickmanns eingesetzt, um ein Fahrzeug auf der Basis rein visueller Daten automatisch durch den Verkehr zu steuern.
Im Jahre 1989 kaufte SGS-Thomson die Firma Inmos auf, in der Folge wurde Mitte der 1990er Jahre die Weiterentwicklung und Ende der 1990er Jahre auch die Fertigung des Transputers eingestellt. Die Architektur des Transputers überlebte teilweise in der Mikroprozessorfamilie ST20.

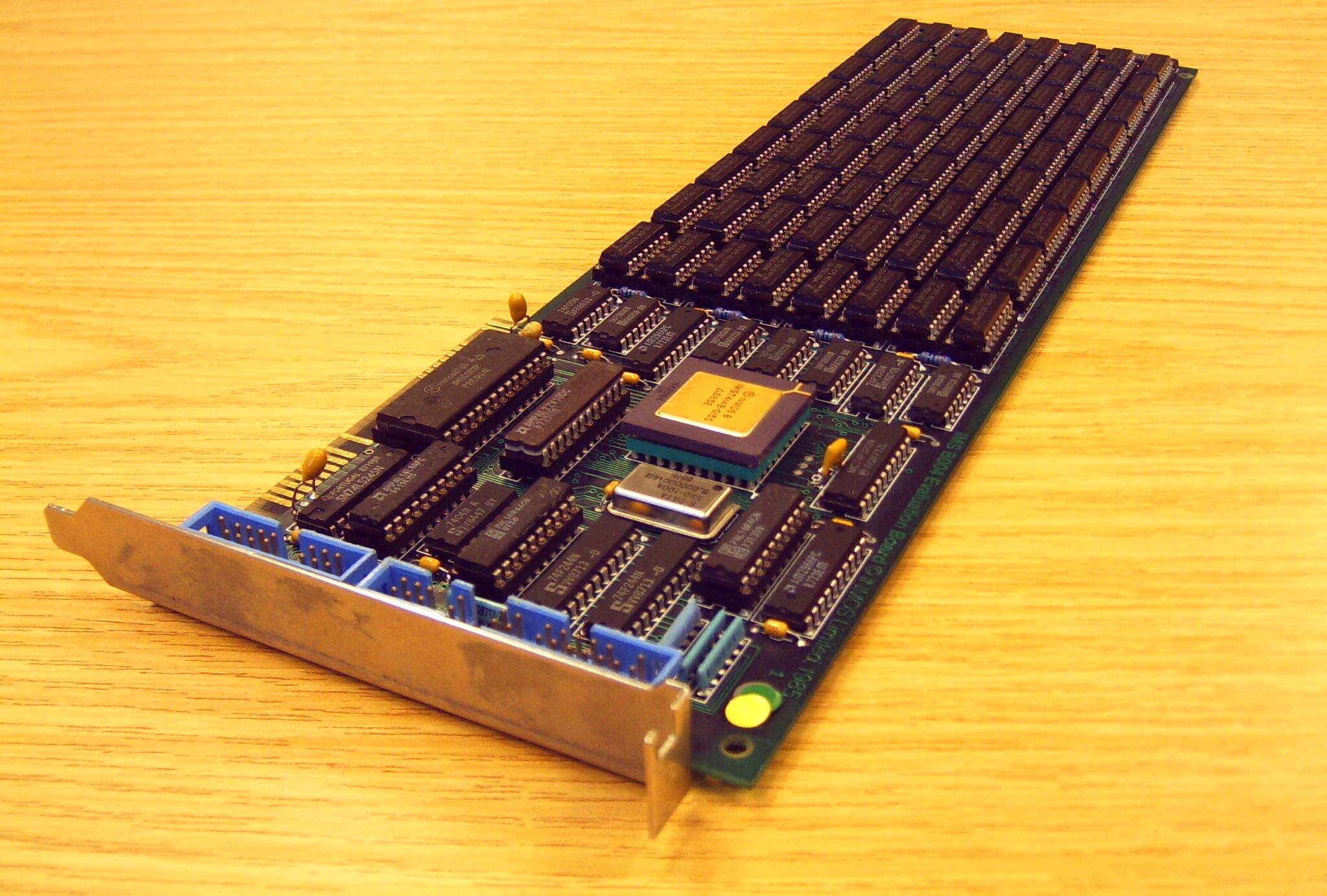
Transputerkarte für den PC
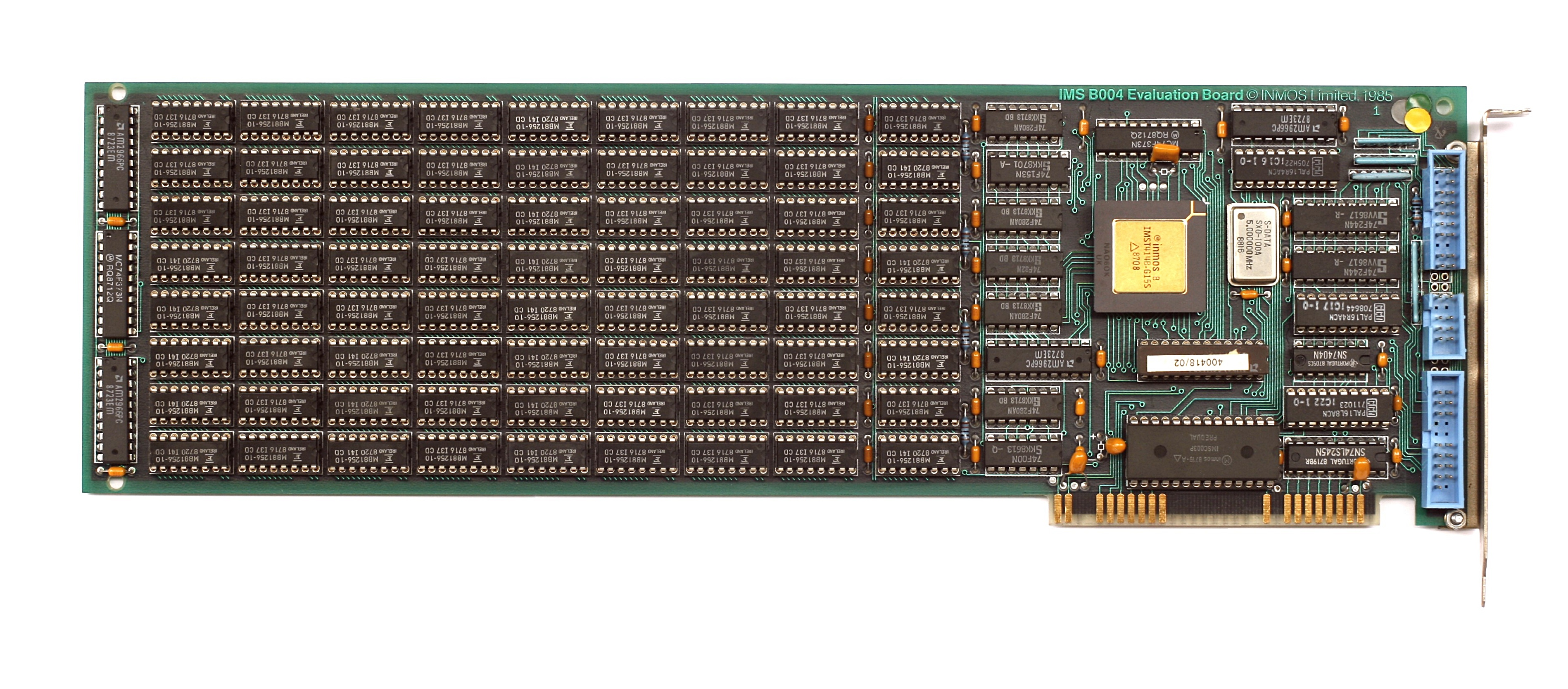
INMOS Evaluierungs-Karte B004
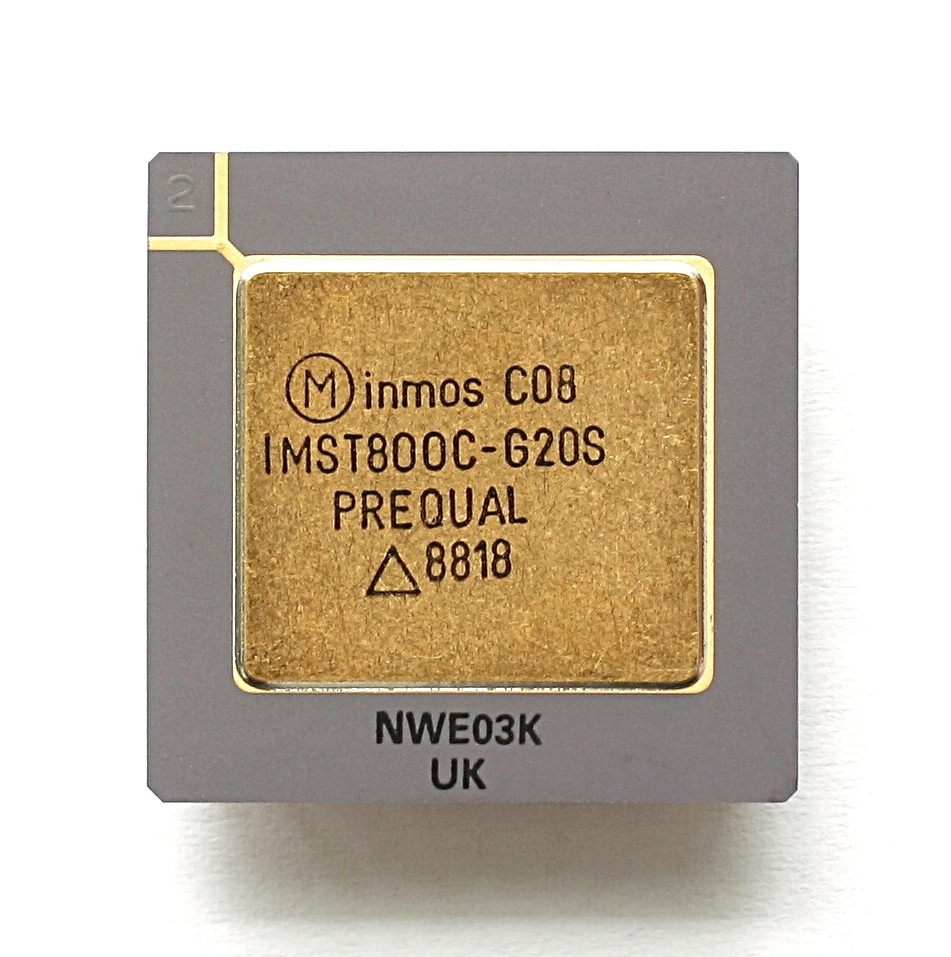
INMOS T800
Blockschaltbild T800
Beispielkonfiguration